# Vera Dillier
Vera Alexandra Dillier, geb. Lang (* 19. Oktober 1948 in Zürich) ist eine Schweizer Buchautorin und Jetsetterin.

## Leben
Vera Lang kam als Kind einer wohlhabenden Familie in Zürich-Witikon zur Welt und wuchs in Zürich auf. Sie lernte in Bern und Paris Ausdruckstanz und Ballett und war anschliessend längere Zeit als Balletttänzerin tätig. Im Jahr 1982 heiratete sie den Wirtschaftsjuristen, Polospieler und Unternehmer Piero Dillier, der wie sie aus Zürich stammte. Zusammen gründeten sie den Zürcher Polo-Verein. Dillier liess sich 1988 für den Playboy halbnackt fotografieren, was für Aufsehen sorgte. Nach elf Jahren Ehe folgte 1993 die Scheidung von Dillier; der Rosenkrieg vor Gericht zog sich über 4,5 Jahre hin.
Im Jahr 1996 veröffentlichte Dillier den Roman Heirate nie einen Schweizer, der autobiografisch geprägt ist: Im Werk wird die Hauptfigur Alexina Lorenzi von ihrem Ehemann betrogen und verlassen; sie bleibt mit dem Adoptivkind zurück. Ihr Ex-Mann versuchte vergeblich, die Veröffentlichung des Romans zu stoppen. Sie präsentierte ihr Buch in zahlreichen Talkshows im deutschsprachigen Raum sowie unter anderem 1997 mit einer Lesung im Rahmen der Leipziger Buchmesse. Das Buch verkaufte sich über 10'000 Mal. Ein bereits Ende der 1990er-Jahre angekündigtes Nachfolgewerk wurde nicht veröffentlicht.
Nach ihrer Scheidung ging Dillier eine Beziehung zu Felix Guyer, dem Präsidenten des Schweizer Buchhändler- und Verleger-Verbandes (SBVV), ein, den sie 1996 auf der Frankfurter Buchmesse kennengelernt hatte. Das Paar trennte sich 2014, was für Aufsehen sorgte.
Dillier lebt in der Öffentlichkeit. Sie thematisierte öffentlich unter anderem mehrere Schönheitsoperationen, so eine Nasen-OP und regelmässige Botox-Behandlungen. Im Jahr 2000 war sie Moderatorin des Schweizer Internetfernsehsenders Liveevil NetTV und war von 2000 bis 2005 Besitzerin der Fehr’schen Buchhandlung in St. Gallen, die ursprünglich ihrem Lebensgefährten gehörte. Im Jahr 2003 stand sie unter anderem im Licht der Öffentlichkeit, weil ein Hochstapler auf ihren Namen Kreditkarten fälschte und sie so um mehr als 32'000 Franken brachte. Im Sommer 2011 trauerte sie öffentlich um ihren im Alter von 17 Jahren verstorbenen Chihuahua, den die Boulevardzeitung Blick als „einen der berühmtesten Hunde der Schweiz“ bezeichnete. Im Juni 2017 war Dillier Teilnehmerin der erfolgreichen SRF 1 Doku-Soap Mini Beiz, dini Beiz. Ihre Teilnahme erfolgte im Rahmen einer „normalen“ Runde und nicht als Teil eines Prominenten-Specials.
Dillier hat nach eigenen Angaben durch geerbte und gekaufte Immobilien, Börsentransaktionen und eine Scheidung ein Millionenvermögen erarbeitet. Sie lebt in St. Moritz, Zürich und Buenos Aires. Sie hat keine leiblichen Kinder, adoptierte jedoch die Tochter ihrer ehemaligen brasilianischen Putzhilfe. Ihr Alter hält Dillier öffentlichkeitswirksam geheim, da sie von Männern nie „alte Schachtel“ genannt werden wolle; dennoch wird es regelmässig in der Presse angegeben; sie selbst gab es einer Illustrierten im Jahr 2000 preis. Vera Dillier ist seit 2014 mit dem tschechischen Model namens Josef liiert. Josef verschweigt seinen Nachnamen. Im Herbst 2023 werden sie zusammen in Dilliers Wohnung in St. Moritz leben.

## Rezeption
Der Schweizer Presse gilt Dillier als „die Vorzeige-Jetsetterin der Schweiz“, die weder durch Geld noch durch aussergewöhnliche Leistungen bekannt geworden sei: „Wenn von Luxus und Müssiggang die Rede ist, fällt schnell und immer wieder ein Name: Vera Dillier. Längst ist das ehemalige Partygirl zur Buchautorin und in der Folge zum Medienstar mutiert. Und keiner weiss so recht wieso.“ „Vera Dillier hat sich unter dem Titel Jetsetterin an die Öffentlichkeit gespült, ohne dass nachzuvollziehen ist, was genau denn ihr Leistungsausweis ist“, befand die SonntagsZeitung. „Wenn ein Name den eher mickrigen Zürcher Jetset verkörpert, ist es fraglos der von Vera Dillier“, stellte der Tages-Anzeiger fest. Häufig wird sie in der Presse als „Cervelatpromi“ bezeichnet. Die Boulevardsendung glanz & gloria des Schweizer Fernsehens zeichnete Dillier 2007 mit dem Preis Crazy-Glory 2007 als verrücktesten Prominenten der Schweiz aus.

## Publikationen
- Heirate nie einen Schweizer. Innaron, Zürich 1996, ISBN 3-9520850-3-0.